# Basilique Sainte-Salsa
La Basilique de Sainte-Salsa est dressée au sommet d'une falaise de grès rouge dominant la méditerranée, à Tipaza 60 km à l'ouest d'Alger. Elle fut érigée au IVe siècle avec les pierres de temples païens. Cet endroit, dès l'origine avait reçu le nom de colline des temples. Découverte par Stéphane Gsell et l'abbé Grandidier, la basilique de Sainte-Salsa était ornée de mosaïques dont il ne reste à peu près plus rien aujourd'hui.

## Histoire
La passion de sainte Salsa est l'histoire d'une jeune fille de quatorze ans animée de la foi chrétienne mais dont les parents restés attachés au paganisme, qui un jour l’emmenent sur la colline des temples pour assister à une fête en l'honneur d'une idole en forme de dragon en bronze à tête dorée et aux yeux brillants de pierres précieuses. Indignée par les sacrifices et les réjouissances impures de la foule en adoration, elle profite de la nuit pour précipiter la tête du dragon dans la mer. Une fois le sacrilège dévoilé la fille est lapidée, piétinée et jetée en mer afin de rester sans sépulture. Un marin gaulois ayant jeté l'ancre par temps calme au port de Tipasa, se voit confronté à une tempête qui met le vaisseau en danger. Le soir il reçoit l'ordre en plein sommeil de recueillir le corps et lui donner sépulture. Il se jette dans la mer, prend le corps dans ses bras et dès que le corps est sorti de l'eau, la mer s'apaise. La jeune fille est ensevelie dans une humble chapelle sur une colline en dehors des remparts. Selon la Passion de sainte Salsa et lors de la révolte de Firmus, ce dernier assiégeant la ville de Tipasa sans pouvoir forcer les remparts, il entre dans la chapelle pour implorer la protection et le soutien de la martyre, ses prières sont repoussées, ses offrandes tombent par terre et ses cierges sont éteints, il frappe alors son tombeau de sa lance. Vaincu sur les murs de Tipasa en l'an 374, il périt peu de temps après,.

## Description
La basilique est située à environ 300 mètres en dehors des remparts au sommet de la colline. Il est très probable qu'initialement à cet endroit une petite chapelle a été édifiée au milieu d’une nécropole païenne pour abriter le tombeau de la sainte, dans le lieu de sépulture familial , cette chapelle a été agrandie progressivement pour se transformer en église. La basilique Sainte-Salsa était initialement de forme carrée de 15 mètres de côté; l’entrée selon l’usage s’ouvre vers l’orient tandis que l’abside a une orientation occidentale, les murs de l’église étaient bâtis en pierre de taille. À l’intérieur l’église est formée d’une nef centrale de 7 mètres 50 de large délimitée par deux rangées de piliers surmontés d’archivoltes et deux bas-côtés larges de 2,5 mètres chacun. Au centre de cette basilique, une tombe bien conservée à cause de sa valeur religieuse pour la communauté tipasienne, surmontée par un cippe de forme semi cylindrique, présente une épitaphe qui nous apprend qu’elle appartenait à Fabia Salsa, une matrone très probablement ancêtre païenne de sainte Salsa.

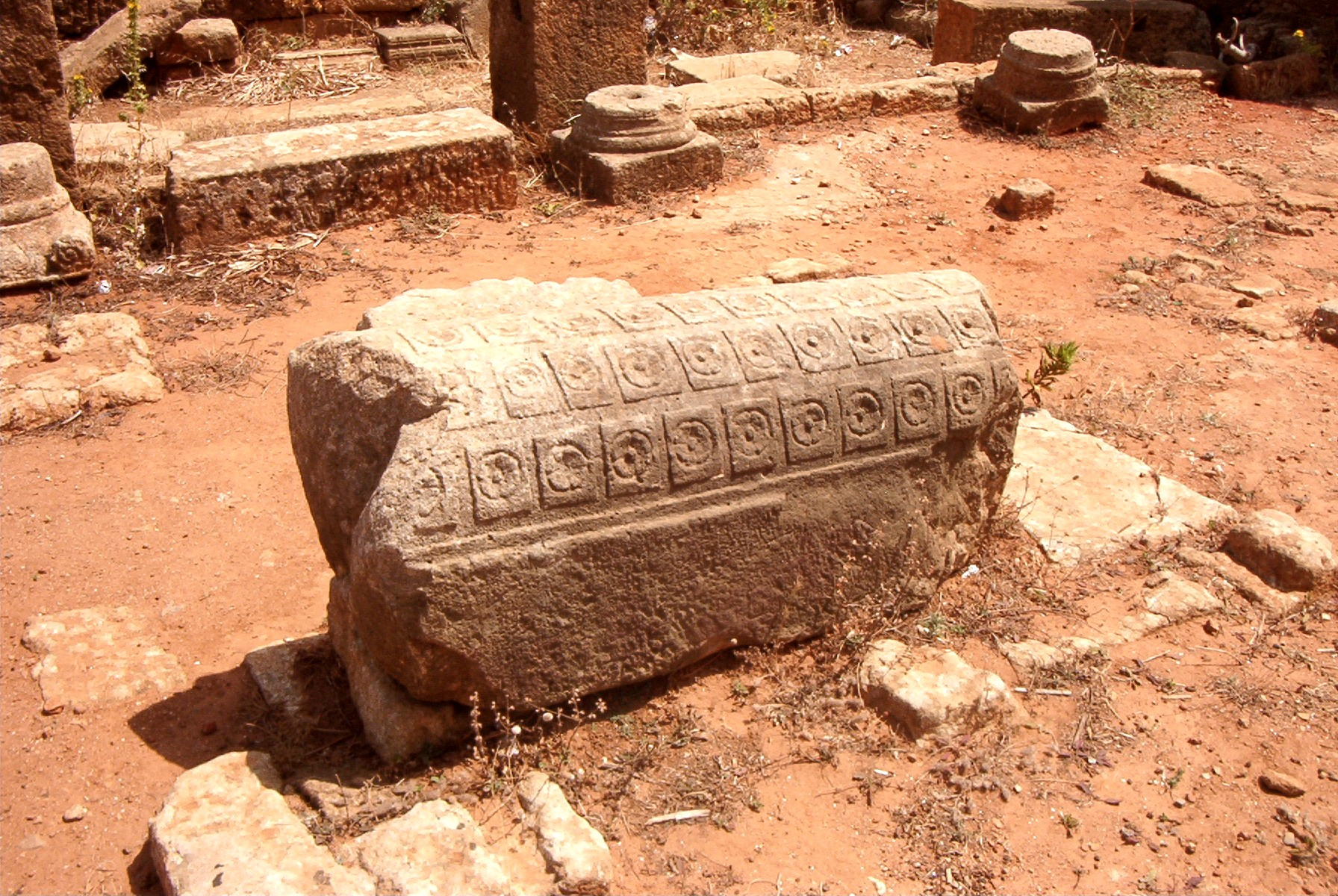
Sarcophage de Fabia Salsa dans la basilique

Au Ve siècle, toute la nef centrale excepté le tombeau de Fabia Salsa était occupée par une mosaïque ornementale; du côté de l’abside un cadre entoure une inscription commémorative dédiée à Potenti, très probablement un évêque du milieu du Ve siècle. Dans la première moitié du VIe siècle, l’église a subi d’importantes modifications; elle a été agrandie pour atteindre 30 mètres de long, les bas-côtés collatéraux ont été surmontés de tribunes dont les escaliers existent encore de part et d’autre de l’entrée. Au nord, une petite porte ouverte dans le mur mène à une area martyrum (cimetière des martyrs) qui descend en pente vers la falaise. Une chambre quadrangulaire renferme une table à agapes ("mensa"). Au sud, l'église est flanquée d'un enclos funéraire plus somptueux et d'une pièce "des combattants".
À l’intérieur de l’église, le tombeau de Fabia Salsa a été recouvert par un socle revêtu de plaques de marbre  et entouré d’une grille. Sur ce socle un sarcophage en marbre représentant la légende de Séléné et Endymion a été posé; en raison de son emplacement central et la sauvagerie avec laquelle il a été détruit, S. Gsell avança l’hypothèse que ce sarcophage a renfermé les restes vénérés de sainte Salsa.

## Galerie

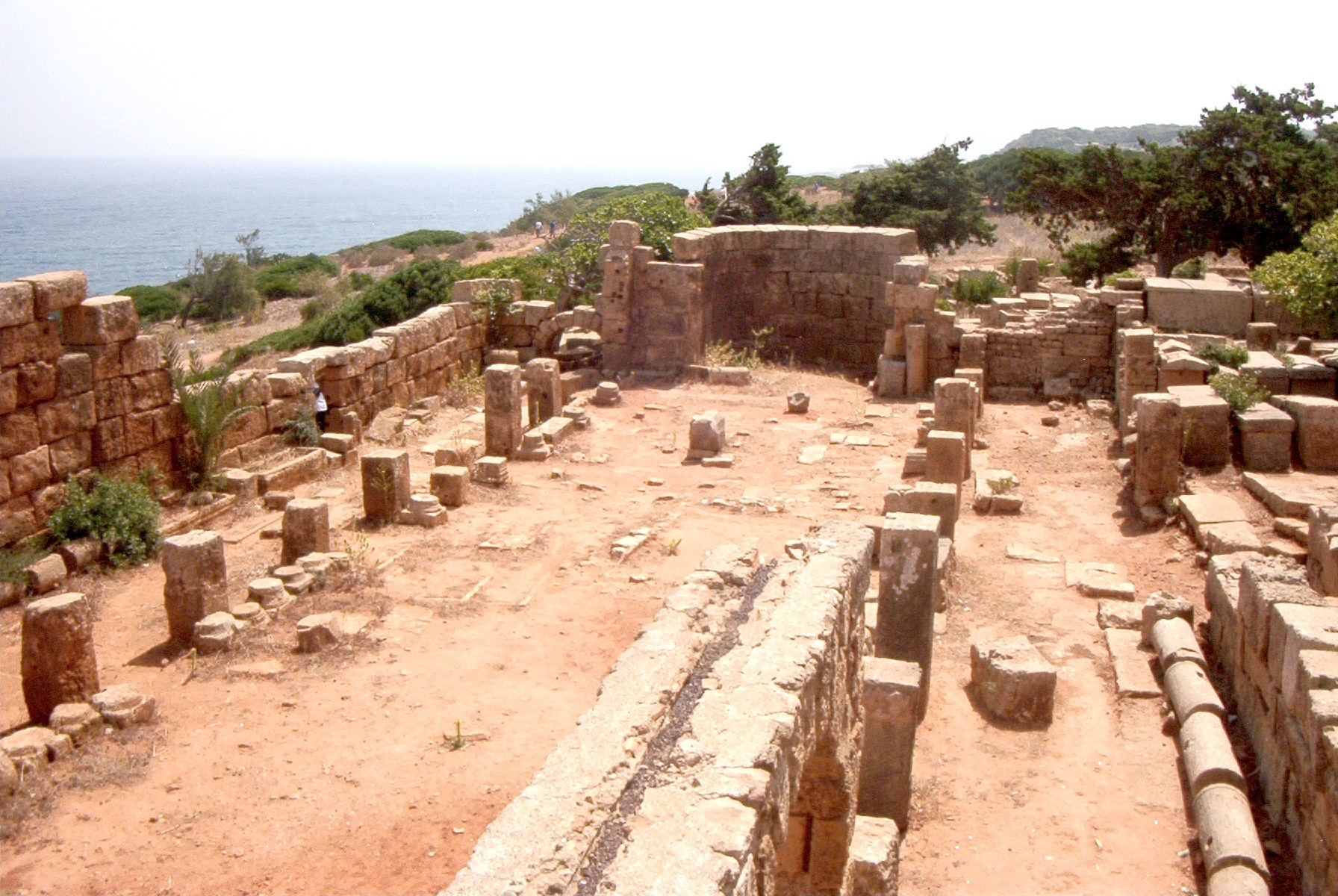
Basilique Sainte-Salsa (vue est)
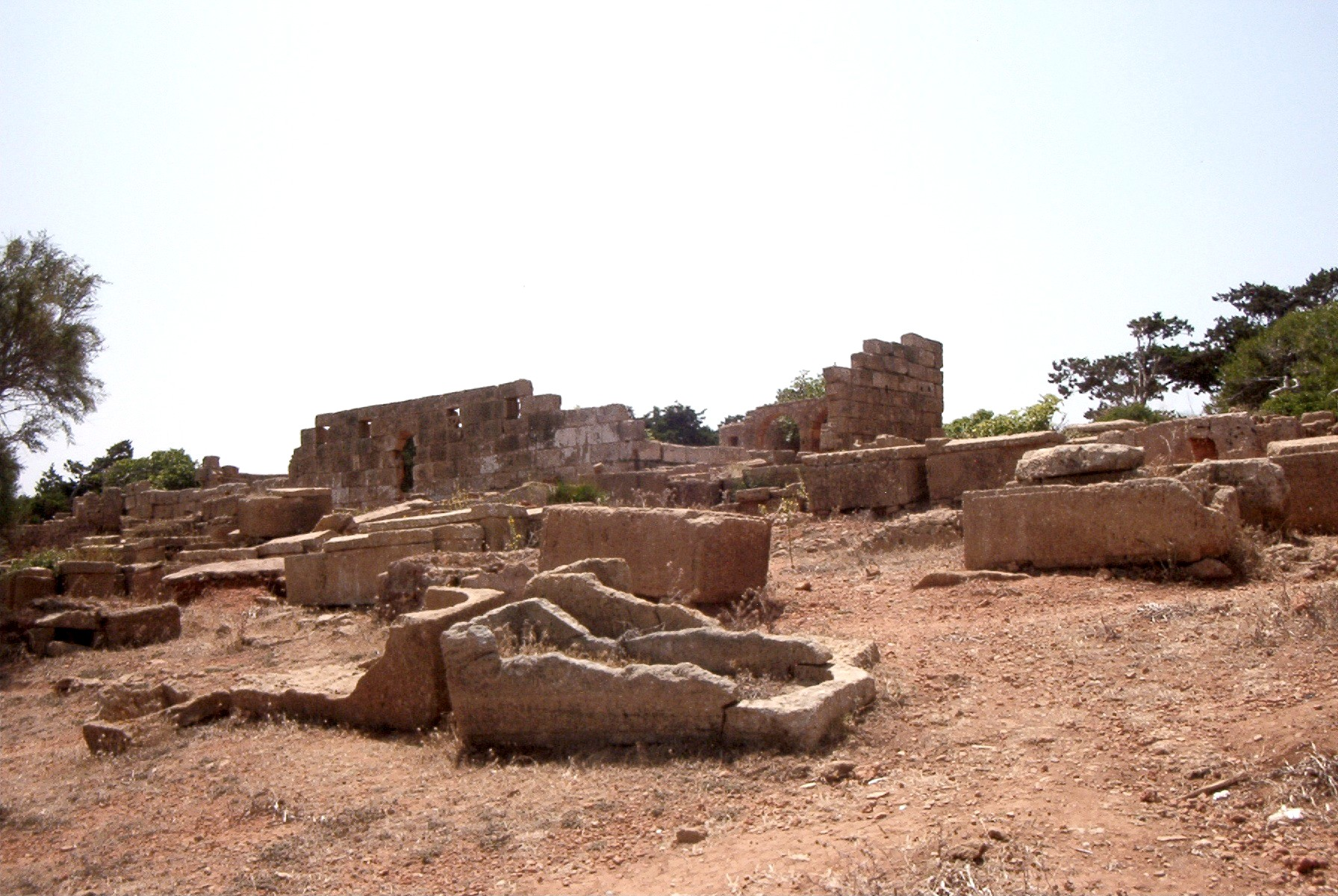
La colline et la basilique Sainte-Salsa
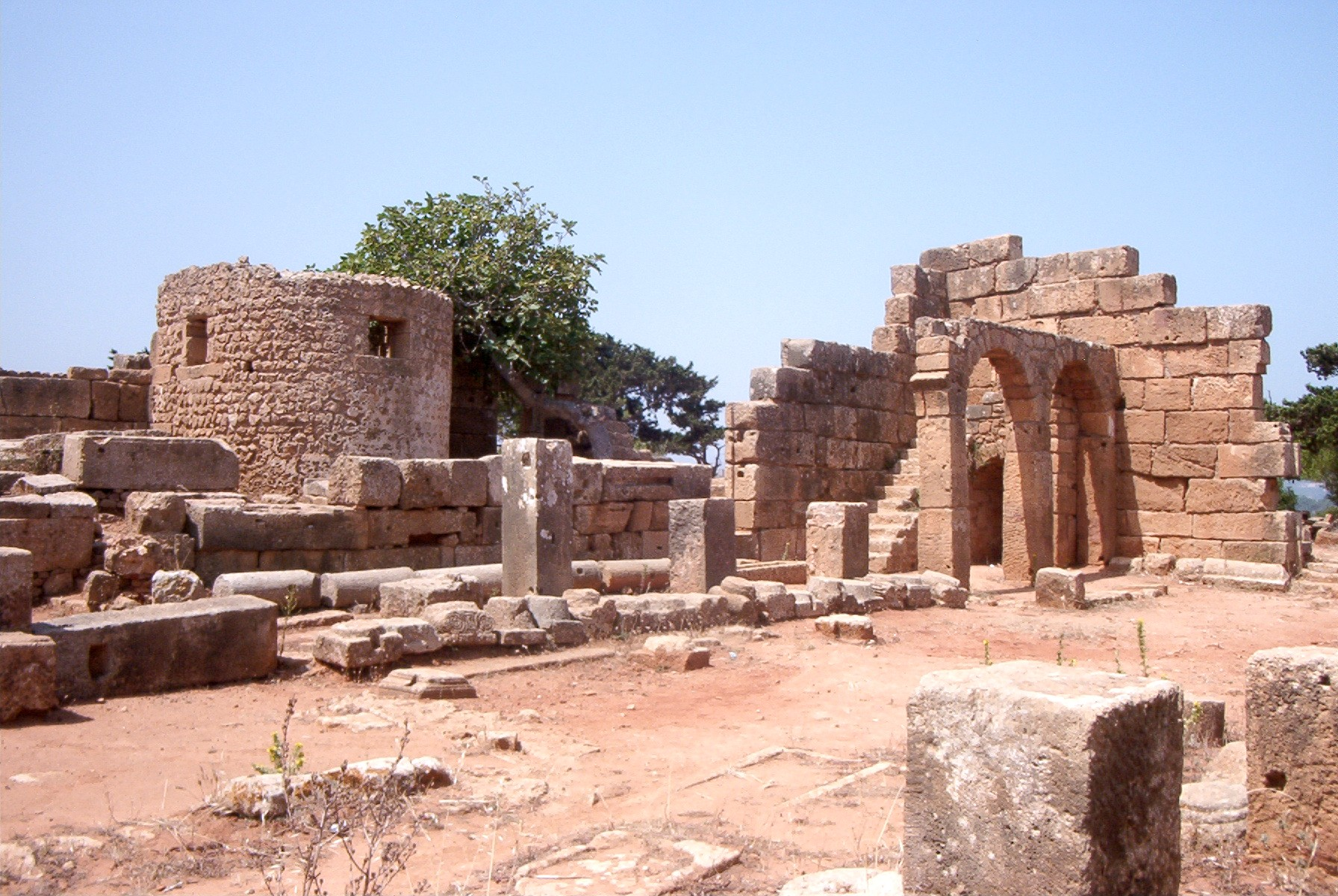
Basilique Sainte-Salsa (vue ouest)
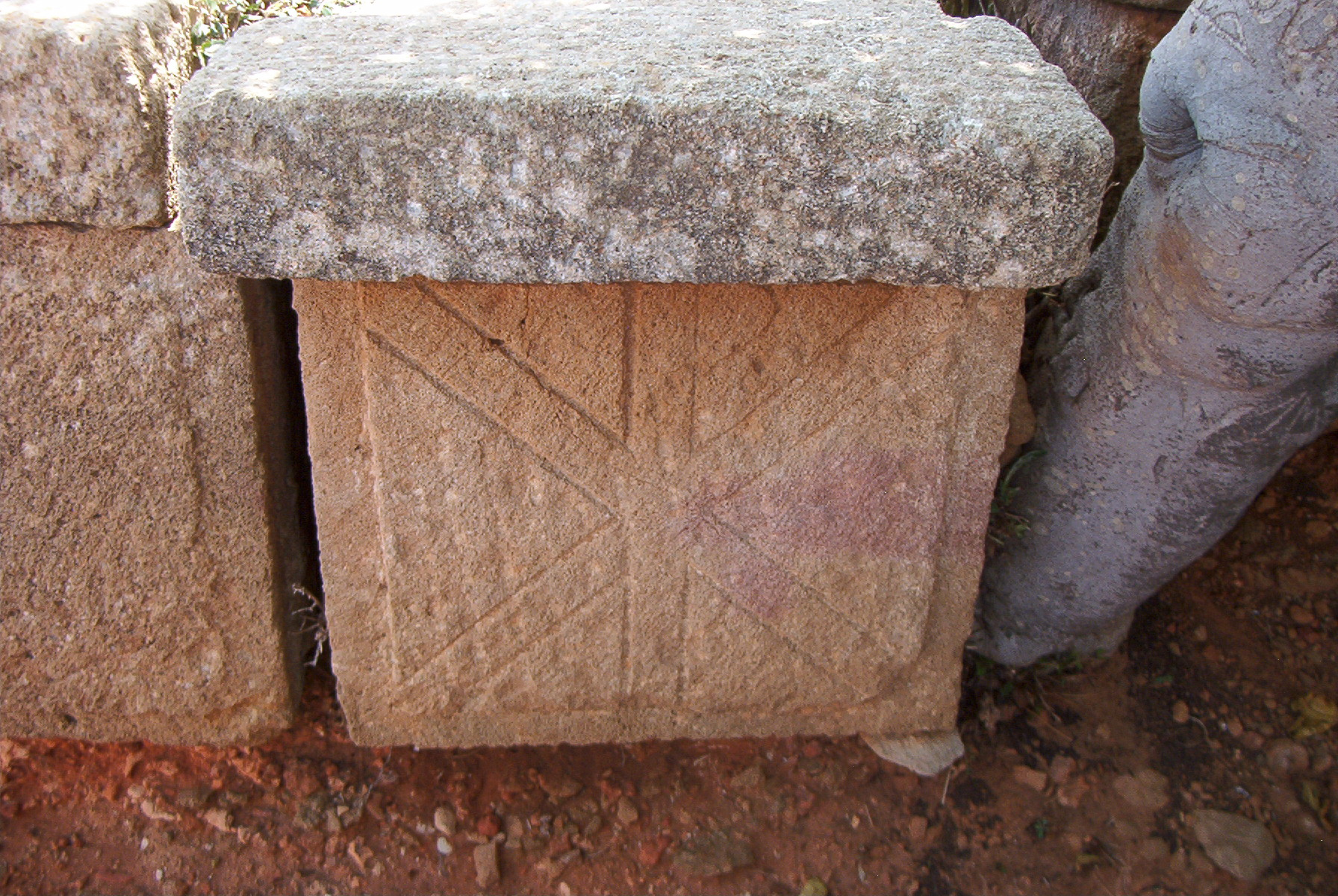
Sarcophage chrétien